# Ljudi invalidy
Ljudi invalidy (in russo Люди-инвалиды?) è il quarto album in studio, e secondo in lingua russa, del duo russo t.A.T.u., pubblicato il 21 ottobre 2005 dalle etichette discografiche Universal Music Russia e Interscope Records.
Il disco fu inizialmente pubblicato in Russia, dove ha venduto oltre 300 000 copie, e successivamente anche in altri Paesi dell'Europa dell'est, in Germania e in Messico. Attualmente l'album è disponibile in streaming solo in alcune nazioni.

## Descrizione
Tecnicamente, la produzione di Ljudi Invalidy iniziò nel 2003: fu proprio in quell'anno che le t.A.T.u. e i produttori crearono e registrarono le tracce di Ljudi invalidy, Ty soglasna, Nič'ja e Čto ne chvataet. Per esempio, una versione primordiale di Nič'ja fu cantata durante lo Show Me Love Tour. Le demo di tutte e quattro le canzoni furono pubblicate ai fan e ascoltate su Podnebesnaja. 
Dopo aver lasciato Ivan Šapovalov e aver preso una pausa, le t.A.T.u. negoziarono con lo stesso, con gli scrittori delle canzoni e coi compositori per ri-registrare le canzoni. La musica fu modificata in tutte le tracce e in alcune fu cambiato pure il testo. Quando l'album fu pubblicato, nel 2005, esso diede solamente i crediti a Šapovalov per la canzone Ljudi invalidy.
La intro del disco non è nient'altro che i primi 49 secondi della canzone Ljudi invalidy, mentre nella lista tracce sono incluse due canzoni presenti anche nella versione inglese dell'album: Loves Me Not e All About Us. Tuttavia, Loves Me Not ha una base differente rispetto alla versione di Dangerous and Moving, ma non ne rappresenta un remix, bensì lo stesso brano con un arrangiamento diverso. Delle canzoni in russo inserite anche nella versione inglese dell'album è presente soltanto la traccia Obez'janka nol'.

### Copertina
La copertina del disco, interamente colorata di nero e contornata da strisce segnaletiche di colore nero e giallo, presenta al centro la scritta in cirillico "Люди" (ljudi) e sul retro del CD, su sfondo bianco, vi è invece la scritta "Инвалиды" (invalidy). In alto a destra, in grigio, si scorge il logo delle t.A.T.u..

## Accoglienza
| Recensione           | Giudizio |
| -------------------- | -------- |
| Rolling Stone Russia |          |

L'editorialista russo Vadim Ponomarëv ha definito Ljudi Invalidy "il miglior album pop del 2005" nel suo articolo di fine anno, lodandone le potenzialità e la produzione.
Nel 2022 la rivista russa Afiša ha posizionato l'album all'81º posto nella lista dei cento migliori album post-sovietici.

## Promozione
La title track Ljudi invalidy fu estratta nell'autunno del 2005 come singolo di lancio dell'album e raggiunse la posizione 63 nella classifica generale Tophit, rimanendovi per diciannove settimane. Il video del brano causò controversie in Russia per i contenuti proposti. Nonostante Ljudi invalidy sia l'unico vero singolo di questo album, si potrebbe considerare anche All About Us come estratto da esso. Inoltre Loves Me Not venne trasmesso dalle radio russe durante il 2006, insieme a All About Us, Obez'janka nol' e Novaja model'.
L'album è stato promosso, insieme alla versione internazionale del disco, attraverso il Dangerous and Moving Tour, una tournée che si è svolta tra il 2005 e il 2006 in giro per il mondo. La data del tour a San Pietroburgo è stata anche pubblicata in edizione speciale DVD, intitolata Truth: Live in St. Petersburg.

## Tracce
1. Ljudi invalidy (Люди-инвалиды) (Intro) – 0:49 (musica: Ivan Šapovalov)
2. Novaja model' (Новая модель; tr: "Nuovo modello") – 4:12 (Sergio Galoyan, Valerij Polienko)
3. Obez'janka nol' (Обезьянка ноль; tr: "Scimmia numero zero") – 4:25 (Vladimir Adaričev, Andrej Pokutnyj, Valerij Polienko)
4. Loves Me Not (tr: "Non m'ama") – 3:13 (Ed Buller, Andy Kubiszewski)
5. Kosmos (Космос; tr: "Cosmo") – 4:09 (Sergio Galoyan, Valerij Polienko)
6. Ty soglasna (Ты согласна; tr: "Sei d'accordo") – 3:10 (Vladimir Adaričev, Andrej Pokutnyj, Valerij Polienko)
7. Nič'ja (Ничья; tr: "Di nessuno") – 3:04 (Nekkermann, Valerij Polienko)
8. Vsja moja ljubov' (Вся моя любовь ; tr: "Tutto il mio amore") – 5:49 (Sergio Galoyan, Valerij Polienko, Martin Kierszenbaum)
9. All About Us (tr: "Tutto parla di noi") – 3:01 (Josh Alexander, Billy Steinberg, Jessica Origliasso, Lisa Origliasso)
10. Čto ne chvataet (Что не хватает; tr: "Cosa non è abbastanza") – 4:25 (Ivan Dem'jan)
11. Ljudi invalidy (Люди-инвалиды; tr: "Gente disabile") – 4:36 (Ivan Šapovalov, Valerij Polienko)

## Controversie
Il titolo dell'album causò molta confusione e controversie. Le parole "ljudi invalidy" possono essere tradotte in italiano con "gente disabile/handicappata/invalida"; tuttavia, le due componenti del gruppo in diverse occasioni hanno affermato che intendono persone invalide moralmente e che in realtà escludono gli handicappati e la disabilità fisica.
Le t.A.T.u. furono citate in giudizio nel novembre 2006 dalla Repubblica dei Comi che dichiarava che l'album e la canzone degradassero la gente disabile. In modo specifico, esse sarebbero state offese dalla scritta nel libretto e dal testo della canzone Ljudi invalidy. Le t.A.T.u. espressero di non essere affatto preoccupate dell'accaduto e Lena Katina aggiunse: "Naturalmente, intendevamo l'invalidità morale, la gente che non ha un'anima o sentimenti umani". Quando fu chiesto loro se avessero mai avuto qualcosa contro la gente disabile, Julia Volkova dichiarò che trovava offensivo riferirsi alla persone con quel termine e aggiunse: "Abbiamo fatto delle foto insieme e assicurato che loro abbiano la precedenza a occupare i posti nei concerti". Non ci furono nuove informazioni riguardo all'azione legale, portando alla supposizione che sia decaduta.

### Libretto
Sotto vi è il testo che si trova nel libretto, tradotto dalla versione russa, che ha causato il dibattito.
"Ljudi invalidy sono nate nel modo in cui moriranno. Loro non sanno cos'è essere umani, sono finti, una bambola distinta da un alloggio che sembra umano. Hanno un paio di gambe, di mani e tutte le altre parti del corpo, fisicamente non puoi dire che non siano umane, ma Ljudi invalidy non vivono, loro funzionano. Le loro funzioni sono trainate da leggi meccaniche e da quattro altri ideali: crudeltà, stoltezza, avarizia, depravazione. ЖГЖП. Tutto ciò che fanno è efficace, prevedibile, tenebroso e distruttivo. Tutto il male, il vero male e gli avvenimenti atroci sono il risultato delle attività di Ljudi invalidy. Noi viviamo tra di loro e raramente notiamo questa enorme imitazione umana".
- Nota: ЖГЖП (traslitterato Ž-G-Ž-P) sta per Жестокость (crudeltà), Глупость (assurdità), Жадность (avarizia), Подлость (corruzione). ЖГЖП è anche scritto in alcuni oggetti appartenenti al merchandise delle t.A.T.u. ed è anche scritto sull'anello più interno del CD Ljudi Invalidy.